# Sandra Friedli
Sandra Friedli (25 de octubre de 1974) es una deportista suiza que compitió en piragüismo en la modalidad de eslalon. Ganó una medalla de bronce en el Campeonato Mundial de Piragüismo en Eslalon de 1999 y una medalla de bronce en el Campeonato Europeo de Piragüismo en Eslalon de 1998, ambas en la prueba de K1 individual.

## Palmarés internacional
| Campeonato Mundial | Campeonato Mundial                   | Campeonato Mundial | Campeonato Mundial |
| Año                | Lugar                                | Medalla            | Competición        |
| ------------------ | ------------------------------------ | ------------------ | ------------------ |
| 1999               | Seo de Urgel (España)                | Medalla de bronce  | K1 individual      |
| Campeonato Europeo |                                      |                    |                    |
| Año                | Lugar                                | Medalla            | Competición        |
| 1998               | Roudnice nad Labem (República Checa) | Medalla de bronce  | K1 individual      |